# Laódice I
Laódice I fue una mujer de la nobleza de Anatolia, pariente cercana de la temprana dinastía seléucida, que fue la primera esposa (y probablemente prima) del rey seléucida griego Antíoco II Teos.
En el marco de un tratado de paz con Ptolomeo II de Egipto en el 250 a. C., Antíoco se obligó a repudiarla a ella y a su hijo para casarse con la princesa egipcia Berenice Sira. Fruto de esa unión nació un hijo, que fue reconocido como heredero al trono. Esto indudablemente sembró en el corazón de Laódice la semilla del odio y de la venganza, que materializó al cabo unos años. 
Cuando Ptolomeo II murió en 246 a. C., Antíoco II volvió a casarse con Laódice. Antíoco murió, según se ha establecido, envenenado por Laódice; la misma suerte corrieron Berenice y su hijo, a la sazón de sólo 4 años de edad, junto con el resto de la corte egipcia que acompañaba a Berenice.
El hijo de Laódice se levantó en rebelión, en la guerra Laodiceana o Tercera Guerra Siria. Se dice que Laódice levantó tropas en Anatolia para esta guerra.
Ptolomeo III, hermano de Berenice, invadió Siria y tomó Antioquía, en donde Laódice y su hijo fueron asesinados en venganza.
El hijo de Laódice reinó como Seleuco II Calinico, también conocido como Seleuco II.
- Datos: Q237156